# مايك فيتزجيرالد
مايك فيتزجيرالد (بالإنجليزية: Mike FitzGerald)‏ هو لاعب قذف أيرلندي، ولد في 1985 في Doon, County Limerick ‏ في جمهورية أيرلندا.